# Sami Omar

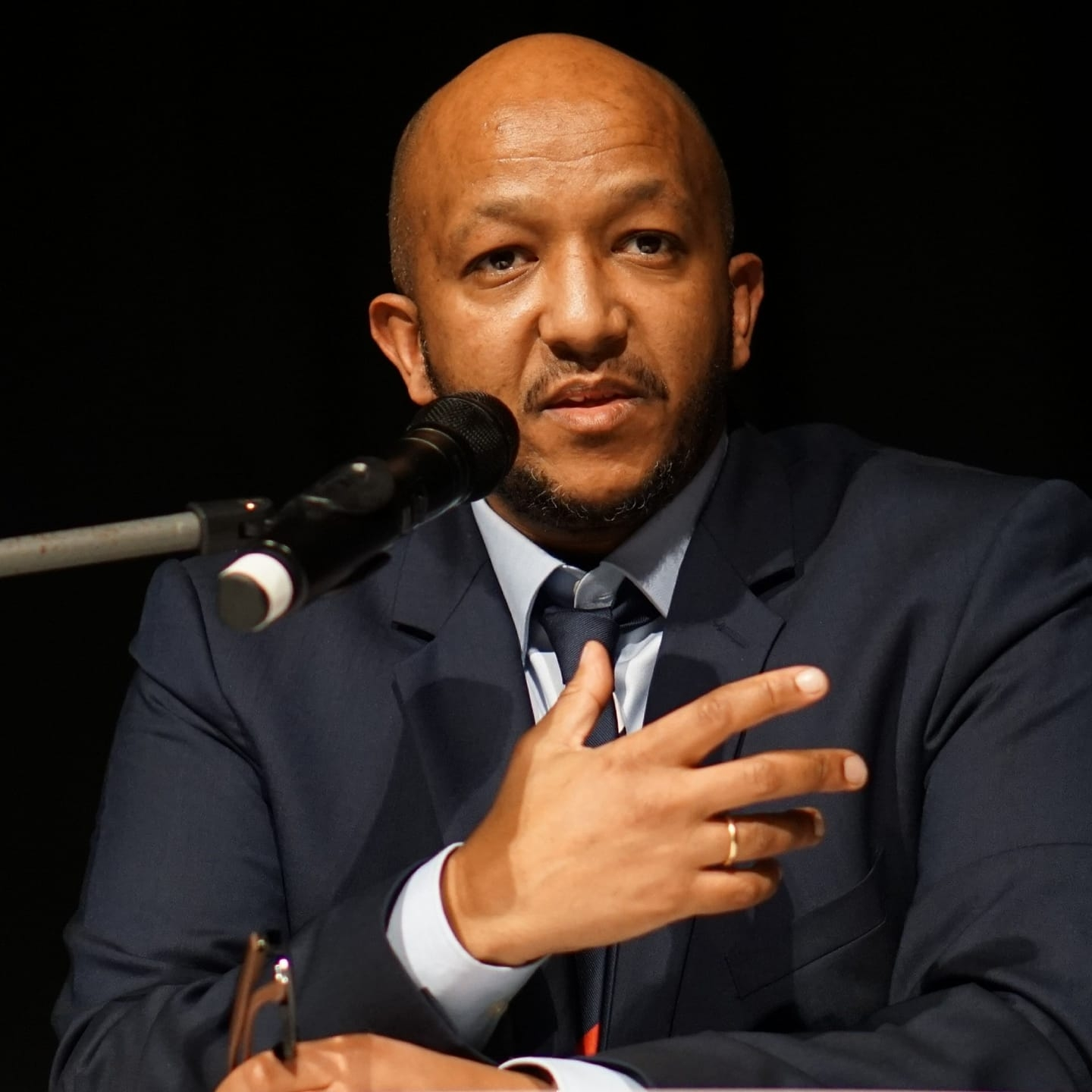
Sami Omar (2019)

Sami Omar (* 6. November 1978 in Khartum, Sudan; † 23. Dezember 2021 in Köln) war ein deutscher Autor, Moderator, Redner und Referent für Diskriminierungs- und Rassismusfragen.

## Herkunft, Ausbildung und berufliche Tätigkeit
Sami Omar wuchs als Kind der Pfarrleute Brigitte und Johannes Schwesig in Ulm auf. Er war ausgebildeter Logopäde und behandelte Patienten mit Schluckstörungen (Dysphagien) in Kliniken und Praxen. Bis 2015 unterrichtete er angehende Pfleger und Pflegehelfer in diesem Fachbereich. Seit 2016 war er Kampagnenreferent des Fachdienstes für Integration und Migration der Caritas für den Rheinisch-Bergischen Kreis e.V.

## Schriftstellerische Tätigkeit und Bühnenarbeit
1998 und 1999 veröffentlichte er erste Beiträge in der Südwest Presse sowie der Badischen Zeitung. Ab 2003 folgten erste Auftritte bei Poetry-Slam-Veranstaltungen und mit Bühnensoloprogrammen in und um Köln. Später war er Teil der Lesebühne Ein Abend namens Gudrun (gemeinsam mit Anke Fuchs, Christian Gottschalk, Michael Heide und Cris Revon) mit Auftritten in Nordrhein-Westfalen.
Zwischen 2015 und 2020 schrieb Omar eine Vielzahl von Gastbeiträgen für das Migazin sowie die Belltower.News, dem Medium der Amadeu-Antonio-Stiftung. In dieser Zeit stand er unter anderem mit Anke Engelke auf der Bühne. Zudem hatte er verschiedene Rollen in Radioproduktionen und als Synchronsprecher, etwa für die deutsche Version der nigerianischen Kinderserie Bino & Fino sowie für die WDR-Produktion Bilal – Als Illegaler auf dem Weg nach Europa mit Sylvester Groth in der Hauptrolle.

## Referenten- und Workshoptätigkeit
Ab 2015 hielt Omar Vorträge und Workshops zu den Themen Rassismus, Diversität und Integration und moderierte Veranstaltungen aus Politik und Kultur. Ab 2020 behandelte er diese Themen verstärkt in dem von ihm entwickelten Konzept der Antirassistischen Prozessbegleitung in Firmen, Verbänden, Vereinen, Schulen und Glaubensgemeinschaften. Er war Gastredner bei der Vorbereitungstagung der Interkulturellen Woche 2020 in Erfurt.
In einem Interview mit der evangelischen Zeitschrift Chrismon sprach Omar 2020 zu Rassismus in der evangelischen Kirche, das innerkirchlich für Aufmerksamkeit sorgte.  An den Universitäten Köln, Heidelberg, Hannover und Rostock referierte er über das Thema „Sprache und Rassismus“. 2020 moderierte Omar die Fachtagung IA und Servicestellen Antidiskriminierungsarbeit in NRW: Einstieg in die machtkritische Antidiskriminierungsarbeit und interviewte in diesem Rahmen die Leiterin der Abteilung Integration im Ministerium für Kinder, Familie, Flüchtlinge und Integration des Landes Nordrhein-Westfalen, Aslı Sevindim.
Ab 2020 hatte Omar gemeinsam mit dem Historiker Christian Mack einen Podcast, in dem sie sich mit Diskriminierungs- und Rassismusfragen beschäftigten.

## Publikationen

### Bücher
- Ich bin kein Luftballon. Edition PaperONE, Leipzig 2009, ISBN 978-3-941134-38-6.
- Sami und die liebe Heimat. epubli, Berlin 2018, ISBN 978-3-7467-1734-0.

### Hörbücher
- Geht schon, danke. (gelesen vom Autor), 2016, DNB 1187910546.